# Projeção (álgebra linear)

A transformação P é a projeção ortogonal na linha m

Em álgebra linear e análise funcional, uma projeção é uma transformação linear {\displaystyle P} de um espaço vetorial em si mesmo, de modo que {\displaystyle P^{2}=P}, ou seja, sempre que {\displaystyle P} é aplicado duas vezes a algum vetor,  o resultado é o mesmo que se tivesse sido aplicado uma única vez (uma propriedade conhecida como idempotência). Embora abstrata, esta definição de "projeção" formaliza e generaliza adequadamente a ideia de projeção gráfica. Também se pode considerar o efeito de uma projeção em um objeto geométrico, examinando o efeito que a projeção tem nos pontos do objeto.

## Definições
Uma projeção em um espaço vetorial {\displaystyle V} é um operador linear {\displaystyle P\colon V\to V} tal que {\displaystyle P^{2}=P}.
Quando o espaço {\displaystyle V} é munido de um produto interno e é completo (ou seja, quando {\displaystyle V} é um espaço de Hilbert), o conceito de ortogonalidade pode ser usado. Uma projeção {\displaystyle P} em um espaço Hilbert {\displaystyle V} é chamada de projeção ortogonal se satisfaz {\displaystyle \langle P\mathbf {x} ,\mathbf {y} \rangle =\langle \mathbf {x} ,P\mathbf {y} \rangle } para quaisquer {\displaystyle \mathbf {x} ,\mathbf {y} \in V}. Uma projeção em um espaço de Hilbert que não é ortogonal é chamada de projeção oblíqua.

### Matriz de projeção
- No caso de dimensões finitas, uma matriz quadrada {\displaystyle P} é chamada de matriz de projeção se for igual a seu quadrado, isto é, se {\displaystyle P^{2}=P}.[1] :p. 38
- Uma matriz quadrada {\displaystyle P} é chamada de matriz de projeção ortogonal se {\displaystyle P^{2}=P=P^{\mathrm {T} }} para uma matriz real, e respectivamente {\displaystyle P^{2}=P=P^{*}} para uma matriz complexa, onde {\displaystyle P^{\mathrm {T} }} denota a transposição de {\displaystyle P} e {\displaystyle P^{*}} denota a transposição adjunta, ou hermitiana, de {\displaystyle P}.[1] :p. 223
- Uma matriz de projeção que não é ortogonal é chamada de matriz de projeção oblíqua.

Os autovalores de uma matriz de projeção devem ser 0 ou 1.

## Exemplos

### Projeção ortogonal
Por exemplo, a função que leva o ponto {\displaystyle (x,y,z)} do espaço tridimensional {\displaystyle \mathbb {R} ^{3}} ao ponto {\displaystyle (x,y,0)} é uma projeção ortogonal no plano xy. Esta função pode ser representada pela matriz
{\displaystyle P={\begin{bmatrix}1&0&0\\0&1&0\\0&0&0\end{bmatrix}}.}
A ação desta matriz em um vetor arbitrário pode ser expressa por
{\displaystyle P{\begin{bmatrix}x\\y\\z\end{bmatrix}}={\begin{bmatrix}x\\y\\0\end{bmatrix}}.}
Para ver que {\displaystyle P} é de fato uma projeção, ou seja, que vale a relação {\displaystyle P=P^{2}}, podemos calcular
{\displaystyle P^{2}{\begin{bmatrix}x\\y\\z\end{bmatrix}}=P{\begin{bmatrix}x\\y\\0\end{bmatrix}}={\begin{bmatrix}x\\y\\0\end{bmatrix}}=P{\begin{bmatrix}x\\y\\z\end{bmatrix}}}.
Observando também que {\displaystyle P^{\mathrm {T} }=P}, vemos que a projeção é uma projeção ortogonal.

### Projeção oblíqua
Um exemplo simples de uma projeção não-ortogonal (oblíqua) pode ser dado por
{\displaystyle P={\begin{bmatrix}0&0\\\alpha &1\end{bmatrix}}.}
Pela multiplicação de matrizes, vê-se logo que
{\displaystyle P^{2}={\begin{bmatrix}0&0\\\alpha &1\end{bmatrix}}{\begin{bmatrix}0&0\\\alpha &1\end{bmatrix}}={\begin{bmatrix}0&0\\\alpha &1\end{bmatrix}}=P.}
provando que {\displaystyle P} é de fato uma projeção. Porém, a projeção só será ortogonal se, e somente se, tivermos {\displaystyle \alpha =0}; pois somente para este caso será válida a relação {\displaystyle P^{\mathrm {T} }=P}.

## Propriedades e classificação

A transformação T é a projeção ao longo de k, sobrejetivamente em m. A imagem de t é m, e seu núcleo é k.

### Idempotência
Por definição, uma projeção {\displaystyle P} é idempotente (ou seja, {\displaystyle P^{2}=P})

### Complementariedade da imagem e do núcleo
Seja {\displaystyle W} um espaço vetorial de dimensão finita e {\displaystyle P} uma projeção em {\displaystyle W}. Suponha que os subespaços {\displaystyle U} e {\displaystyle V} são o imagem e o núcleo de {\displaystyle P}, respectivamente. Então {\displaystyle P} tem as seguintes propriedades:
1. {\displaystyle P} é o operador identidade em {\displaystyle U} {\displaystyle \forall \mathbf {x} \in U\colon P\mathbf {x} =\mathbf {x} }
2. Temos a soma direta {\displaystyle W=U\oplus V}. Cada vetor {\displaystyle \mathbf {x} \in W} pode ser decomposto unicamente como {\displaystyle \mathbf {x} =\mathbf {u} +\mathbf {v} } com {\displaystyle \mathbf {u} =P\mathbf {x} } e {\displaystyle \mathbf {v} =\mathbf {x} -P\mathbf {x} =\left(I-P\right)\mathbf {x} }, onde {\displaystyle \mathbf {u} \in U,\mathbf {v} \in V} e {\displaystyle I} é o operador identidade.

A imagem e o núcleo de uma projeção são complementares, assim como {\displaystyle P} e {\displaystyle Q=I-P}. O operador {\displaystyle Q} também é uma projeção, visto que a imagem e o núcleo de {\displaystyle P} são o núcleo e imagem de {\displaystyle Q}, e vice-versa.

### Espectro
Em espaços vetoriais de dimensão infinita, o espectro de uma projeção está contido em {\displaystyle \{0,1\}}, pois
{\displaystyle (\lambda I-P)^{-1}={\frac {1}{\lambda }}I+{\frac {1}{\lambda (\lambda -1)}}P.}
Apenas 0 ou 1 podem ser autovalores de uma projeção. Isso significa que uma projeção ortogonal {\displaystyle P} é sempre uma matriz positiva semi-definida. Em geral, os autoespaços correspondentes são o núcleo e a imagem da projeção, respectivamente. A decomposição de um espaço vetorial em somas diretas não é única. Portanto, dado um subespaço {\displaystyle V}, pode haver muitas projeções cuja imagem (ou núcleo) é {\displaystyle V}.
Se a projeção é não-trivial, ela possui um polinômio mínimo {\displaystyle x+y}, que se fatora em raízes distintas, e assim {\displaystyle P} é diagonalizável.

### Produto de projeções
O produto de projeções não é, em geral, uma projeção, mesmo que ambas sejam ortogonais. Se duas projeções comutam, então seu produto é uma projeção, mas o inverso não é verdadeiro: o produto de duas projeções que não comutam pode sim ser uma projeção.
Se duas projeções ortogonais comutam, então seu produto é uma projeção ortogonal. Se o produto de duas projeções ortogonais é uma projeção ortogonal, então as duas projeções ortogonais comutam (de maneira mais geral: dois endomorfismos autoadjuntos comutam se, e somente se, seu produto é também autoadjunto).

### Projeções ortogonais
Quando o espaço vetorial {\displaystyle W} tem um produto interno e é completo (é um espaço de Hilbert) o conceito de ortogonalidade pode ser usado. Uma projeção ortogonal é uma projeção para a qual o intervalo {\displaystyle U} e o espaço nulo {\displaystyle V} são subespaços ortogonais. Assim, para cada {\displaystyle \mathbf {x} } e {\displaystyle \mathbf {y} } em {\displaystyle W}, {\displaystyle \langle P\mathbf {x} ,(\mathbf {y} -P\mathbf {y} )\rangle =\langle (\mathbf {x} -P\mathbf {x} ),P\mathbf {y} \rangle =0}. Equivalentemente:
{\displaystyle \langle \mathbf {x} ,P\mathbf {y} \rangle =\langle P\mathbf {x} ,P\mathbf {y} \rangle =\langle P\mathbf {x} ,\mathbf {y} \rangle .}
Uma projeção é ortogonal se, e somente se, for autoadjunta. Usando as propriedades autoadjunta e idempotente de {\displaystyle P}, para qualquer {\displaystyle \mathbf {x} } e {\displaystyle \mathbf {y} } em {\displaystyle W} temos {\displaystyle P\mathbf {x} \in U}, {\displaystyle \mathbf {y} -P\mathbf {y} \in V}, e
{\displaystyle \langle P\mathbf {x} ,\mathbf {y} -P\mathbf {y} \rangle =\langle P^{2}\mathbf {x} ,\mathbf {y} -P\mathbf {y} \rangle =\langle P\mathbf {x} ,P\left(I-P\right)\mathbf {y} \rangle =\langle P\mathbf {x} ,\left(P-P^{2}\right)\mathbf {y} \rangle =0}
onde {\displaystyle \langle \cdot ,\cdot \rangle } é o produto interno associado a {\displaystyle W}. Portanto, {\displaystyle P} e {\displaystyle I-P} são projeções ortogonais. A volta, ou seja, se {\displaystyle P} é ortogonal, então é auto-adjunta, segue de
{\displaystyle \langle \mathbf {x} ,P\mathbf {y} \rangle =\langle P\mathbf {x} ,\mathbf {y} \rangle =\langle \mathbf {x} ,P^{*}\mathbf {y} \rangle }
para qualquer {\displaystyle x} e {\displaystyle y} em {\displaystyle W} ; portanto {\displaystyle P=P^{*}}.

#### Propriedades e casos especiais
Uma projeção ortogonal é um operador limitado. Isso ocorre porque para cada {\displaystyle \mathbf {v} } no espaço vetorial temos, pela desigualdade de Cauchy-Schwarz :
{\displaystyle \left\|P\mathbf {v} \right\|^{2}=\langle P\mathbf {v} ,P\mathbf {v} \rangle =\langle P\mathbf {v} ,\mathbf {v} \rangle \leq \left\|P\mathbf {v} \right\|\cdot \left\|\mathbf {v} \right\|}
Assim, {\displaystyle \left\|P\mathbf {v} \right\|\leq \left\|\mathbf {v} \right\|}.
Para espaços vetoriais, reais ou complexos, de dimensão finita, o produto interno padrão pode ser substituído por {\displaystyle \langle \cdot ,\cdot \rangle }.

### Projeções oblíquas
O termo projeção oblíqua é algumas vezes usado para se referir a projeções não-ortogonais. Essas projeções também são usadas para representar figuras espaciais em desenhos bidimensionais, embora não com tanta frequência quanto as projeções ortogonais. Enquanto o cálculo do ajuste em uma regressão de mínimos quadrados requer uma projeção ortogonal, o cálculo do valor ajustado de uma regressão de variáveis instrumentais requer uma projeção oblíqua.
As projeções são definidas por seu núcleo e os vetores da base usados para caracterizar sua imagem (que é o complemento do núcleo). Quando os vetores da base são ortogonais ao núcleo, a projeção é uma projeção ortogonal. Quando os vetores de base não são ortogonais ao espaço nulo, a projeção é uma projeção oblíqua. Sejam os vetores {\displaystyle \mathbf {u} _{1},\ldots ,\mathbf {u} _{k}} uma base para a imagem da projeção, e monte esses vetores em uma matriz {\displaystyle A}, de ordem {\displaystyle n\times k}. A imagem e o núcleo são espaços complementares, logo o núcleo tem dimensão {\displaystyle n-k}. Segue que o complemento ortogonal do espaço nulo tem dimensão {\displaystyle k}. Seja {\displaystyle \mathbf {v} _{1},\ldots ,\mathbf {v} _{k}} uma base para o complemento ortogonal do núcleo da projeção, e monte uma matriz {\displaystyle B}  com esses vetores. Então a projeção é definida por
{\displaystyle P=A\left(B^{\mathsf {T}}A\right)^{-1}B^{\mathsf {T}}.}
Esta expressão generaliza a fórmula para projeções ortogonais dada anteriormente.

### Encontrando a projeção com um produto interno
Seja {\displaystyle V} um espaço vetorial (neste exemplo, um plano) gerado por vetores ortogonais {\displaystyle \mathbf {u} _{1},\mathbf {u} _{2},\dots ,\mathbf {u} _{p}}. Seja {\displaystyle y} um vetor qualquer. Podemos definir uma projeção de {\displaystyle \mathbf {y} } para {\displaystyle V} como
{\displaystyle \operatorname {proj} _{V}\mathbf {y} ={\frac {\mathbf {y} \cdot \mathbf {u} ^{i}}{\mathbf {u} ^{i}\cdot \mathbf {u} ^{i}}}\mathbf {u} ^{i}}
na qual índices repetidos são somados (seguindo a convenção de Einstein). O vetor {\displaystyle \mathbf {y} } pode ser escrito como uma soma ortogonal de modo que {\displaystyle \mathbf {y} =\operatorname {proj} _{V}\mathbf {y} +\mathbf {z} }. O operador {\displaystyle \operatorname {proj} _{V}\mathbf {y} } é às vezes denotado como {\displaystyle {\hat {\mathbf {y} }}}. Há um teorema em álgebra linear que afirma que este {\displaystyle \mathbf {z} } é a distância mais curta de {\displaystyle \mathbf {y} } para {\displaystyle V}, e é frequentemente usado em áreas como aprendizado de máquina.

y está sendo projetado no espaço vetorial V

## Formas canônicas
Qualquer projeção {\displaystyle P=P^{2}} em um espaço vetorial de dimensão {\displaystyle d} é uma matriz diagonalizável, uma vez que seu polinômio mínimo divide {\displaystyle x^{2}-x}, que se separa em fatores lineares distintos. Portanto, existe uma base na qual {\displaystyle P} tem a forma
{\displaystyle P=I_{r}\oplus 0_{d-r}}
Onde {\displaystyle r} é a ordem de {\displaystyle P}. Aqui {\displaystyle I_{r}} é a matriz de identidade de ordem {\displaystyle r}, e {\displaystyle 0_{d-r}} é a matriz nula de ordem {\displaystyle d-r}. Se o espaço vetorial é complexo e munido de um produto interno, então existe uma base ortonormal na qual a matriz de P é dada por
{\displaystyle P={\begin{bmatrix}1&\sigma _{1}\\0&0\end{bmatrix}}\oplus \cdots \oplus {\begin{bmatrix}1&\sigma _{k}\\0&0\end{bmatrix}}\oplus I_{m}\oplus 0_{s}.}
onde {\displaystyle \sigma _{1}\geq \sigma _{2}\geq \dots \geq \sigma _{k}>0}. Os números inteiros {\displaystyle k,s,m} e os números reais {\displaystyle \sigma _{i}} estão determinados de forma única. Observe que {\displaystyle 2k+s+m=d}. O fator {\displaystyle I_{m}\oplus 0_{s}} corresponde ao subespaço invariante máximo no qual {\displaystyle P} atua como uma projeção ortogonal (de modo que o próprio P seja ortogonal se, e somente se, {\displaystyle k=0}) e os blocos {\displaystyle \sigma _{i}} correspondem às componentes oblíquas.

## Projeções em espaços vetoriais normados
Quando o espaço vetorial subjacente {\displaystyle X} é um espaço vetorial normado (não necessariamente de dimensão finita), questões analíticas, irrelevantes no caso de dimensão finita, precisam ser consideradas. Suponhamos então que {\displaystyle X} é um espaço de Banach.
Muitos dos resultados algébricos discutidos acima sobrevivem à passagem para este contexto. Uma determinada decomposição de soma direta de {\displaystyle X} em subespaços complementares ainda especifica uma projeção, e vice-versa. Se {\displaystyle X} é a soma direta {\displaystyle X=U\oplus V}, então o operador definido por {\displaystyle P(u+v)=u} ainda é uma projeção com imagem {\displaystyle U} e núcleo {\displaystyle V}. Também é claro que {\displaystyle P^{2}=P}. Por outro lado, se {\displaystyle P} é a projeção em {\displaystyle X}, i.e., {\displaystyle P^{2}=P}, então é facilmente verificado que {\displaystyle (1-P)^{2}=(1-P)}. Em outras palavras, {\displaystyle 1-P} também é uma projeção. A relação {\displaystyle P^{2}=P} implica {\displaystyle 1=P+(1-P)} e {\displaystyle X} é a soma direta {\displaystyle \operatorname {rg} (P)\oplus \operatorname {rg} (1-P)}.
No entanto, diferentemente do caso de dimensão finita, as projeções não precisam ser contínuas, em geral. Se um subespaço {\displaystyle U} de {\displaystyle X} não é fechado na topologia normal, então a projeção em {\displaystyle U} não é contínua. Em outras palavras, a imagem de uma projeção contínua {\displaystyle P} deve ser um subespaço fechado. Além disso, o núcleo de uma projeção contínua (na verdade, de um operador linear contínuo qualquer) é fechado. Portanto, uma projeção contínua {\displaystyle P} leva a uma decomposição de {\displaystyle X} em dois subespaços fechados complementares: {\displaystyle X=\operatorname {rg} (P)\oplus \ker(P)=\ker(1-P)\oplus \ker(P)}.
O inverso também vale, com uma hipótese adicional. Suponha ser {\displaystyle U} um subespaço fechado de {\displaystyle X}. Se existe um subespaço fechado {\displaystyle V} tal que {\displaystyle X=U\oplus V}, então a projeção {\displaystyle P} com imagem {\displaystyle U} e núcleo {\displaystyle V} é contínua. Isso segue do teorema do gráfico fechado. Suponha que {\displaystyle x_{n}\to x} e {\displaystyle Px_{n}\to y}. É preciso mostrar que {\displaystyle Px=y}. Já que {\displaystyle U} é fechado e {\displaystyle \{Px_{n}\}\subset U}, {\displaystyle y} encontra-se em {\displaystyle U}, isto é, {\displaystyle Py=y}. Além disso, {\displaystyle x_{n}-Px_{n}=(I-P)x_{n}\to x-y}. Por {\displaystyle V} ser fechado e {\displaystyle \{(I-P)x_{n}\}\subset V}, temos que {\displaystyle x-y\in V}, i.e., {\displaystyle P(x-y)=Px-Py=Px-y=0}, o que demonstra a afirmação.
O argumento acima faz uso da hipótese de que ambos {\displaystyle U} e {\displaystyle V} são fechados. Em geral, dado um subespaço fechado {\displaystyle U}, não é necessário que exista um subespaço fechado complementar {\displaystyle V}, embora para espaços de Hilbert isso sempre possa ser feito tomando o complemento ortogonal. Para espaços de Banach, um subespaço unidimensional sempre tem um subespaço complementar fechado. Esta é uma consequência imediata do teorema de Hahn-Banach. Seja {\displaystyle U} ser o subespaço gerado por {\displaystyle u}. Por Hahn-Banach, existe um funcional linear limitado {\displaystyle \varphi } tal que φ(u) = 1. O operador {\displaystyle P(x)=\varphi (x)u} satisfaz {\displaystyle P^{2}=P}, logo é uma projeção.A limitação de {\displaystyle \varphi } implica a continuidade de {\displaystyle P} e portanto {\displaystyle \ker(P)=\operatorname {rg} (I-P)} é um subespaço complementar fechado de {\displaystyle U}.

## Aplicações e outras considerações
As projeções (ortogonais ou não) desempenham um papel importante em algoritmos para certos problemas de álgebra linear:
- Decomposição QR (ver transformação de Householder e decomposição de Gram – Schmidt);
- Decomposição de valor singular
- Redução para a forma de Hessenberg (a primeira etapa em muitos algoritmos de autovalor)
- Regressão linear
- Elementos projetivos de álgebras de matriz são usados na construção de certos K-grupos na K-teoria de operadores

Como mencionado acima, as projeções são um caso especial de operadores idempotentes. Analiticamente, as projeções ortogonais são generalizações não-comutativas de funções características. Operadores idempotentes são usados na classificação, por exemplo, de álgebras semisimples, enquanto a teoria da medida tem seu início em funções características de conjuntos mensuráveis. Portanto, como se pode imaginar, as projeções são frequentemente encontradas no contexto de álgebras de operadores. Em particular, uma álgebra de von Neumann é gerada por sua rede completa de projeções.

## Generalizações
De maneira mais geral, dado um mapa entre espaços vetoriais normados {\displaystyle T\colon V\to W,} pode-se exigir analogamente que este mapa seja uma isometria no complemento ortogonal do núcleo: que {\displaystyle (\ker T)^{\perp }\to W} ser uma isometria; em particular, ela deve ser sobrejetora. O caso de uma projeção ortogonal ocorre quando {\displaystyle W} é um subespaço de {\displaystyle V}. Na geometria Riemanniana, isso é usado na definição de uma submersão Riemanniana.